# Haim Arlozoroff
Vitaly Viktor Haim Arlozoroff (in ebraico: חיים ארלוזורוב talora scritto Chaim Arlosoroff o Arlozorov) (Romny, 23 febbraio 1899 – Tel Aviv, 16 giugno 1933) è stato un sindacalista, poeta e politico israeliano, appartenente al Movimento dei Lavoratori, membro direttore dell'Agenzia ebraica e responsabile delle relazioni politiche.
Sionista convinto, difese l'idea di uno Stato d'Israele e il ritorno degli ebrei in Terra d'Israele (ebraico ארץ ישראל, Eretz Israel).

## Biografia
Nacque in Ucraina nel 1899. Educato in Germania, qui fece la conoscenza d'una amica di sua sorella Lisa: la futura Magda Goebbels. Avrà con lei un forte legame amoroso, senza dubbio il primo della loro vita, che rinnoverà con lei più tardi, quando ella incontrò difficoltà coniugali nel corso del suo primo matrimonio.
Emigrò in Palestina nel 1921. Attivista in seno al Movimento dei Lavoratori, Arlozoroff rappresenta il Mapai in numerose conferenze internazionali e congressi sionisti. Di fatto fu assai moderato nella sua concezione d'approccio politico con il governo mandatario britannico, nella sua maniera di gestire la questione araba e nel modo di mettere in pratica il progetto sionista, rifiuta pregiudizialmente l'idea di una rivolta ebraica per impadronirsi con la forza dei territori arabi destinati al futuro Stato ebraico.
A proposito dei palestinesi arabi, ha detto: "Non è vero che tutto ciò che è cattivo per gli arabi sia buono per gli ebrei e non è vero che tutto ciò che è buono per gli arabi sia cattivo per gli ebrei". Fu assassinato mentre camminava con sua moglie Sima su una spiaggia di Tel Aviv, il 16 giugno 1933. Non fu possibile scoprire mandanti ed esecutori. Il kibbutz Givat-Haïm, il moshav Kfar-Haïm e il sobborgo di Haifa, Qiryat-Haim ne mantengono il ricordo.